# Marimbás
A marimbás olyan zenész, aki a  marimba nevű hangszeren játszik.